# Fatao
Fatao is een stad (commune urbaine) en gemeente (commune) in de regio Kayes in Mali. De gemeente telt 8300 inwoners (2009).
De gemeente bestaat uit de volgende plaatsen:
- Diabira
- Fatao
- Mounta Soninké